# Alberto Acosta (meksykański piłkarz)
Alberto Joshimar Acosta Alvarado (ur. 26 lutego 1988 w Ciudad Mante) – meksykański piłkarz występujący na pozycji lewego obrońcy lub lewego pomocnika.

## Kariera klubowa
Acosta rozpoczynał swoją karierę piłkarską w trzecioligowym zespole FS Manzanillo, w którego barwach występował w latach 2007–2008 w rozgrywkach Segunda División. Za sprawą udanych występów po upływie roku przeniósł się do występującego w najwyższej klasie rozgrywkowej klubu Tigres UANL z siedzibą w Monterrey, gdzie jednak przez pierwsze półtora roku występował jedynie w rezerwach – Tigres B i Cachorros UANL – a do seniorskiej drużyny został włączony w wieku dwudziestu dwóch lat przez szkoleniowca Daniela Guzmána. W meksykańskiej Primera División zadebiutował 3 kwietnia 2010 w wygranym 3:0 spotkaniu z San Luis, natomiast premierowego gola w najwyższej klasie rozgrywkowej strzelił 24 kwietnia 2011 w konfrontacji z Morelią, również wygranej 3:0. W jesiennym sezonie Apertura 2011 wywalczył z Tigres tytuł mistrza Meksyku, lecz pozostawał wówczas wyłącznie rezerwowym ekipy prowadzonej przez Ricardo Ferrettiego i rolę tę pełnił przez cały swój czteroletni pobyt w tym klubie.
Wiosną 2014 Acosta został wypożyczony do zespołu CF Pachuca, gdzie występował przez sześć miesięcy, w wiosennym sezonie Clausura 2014 zdobywając tytuł wicemistrza kraju. Pełnił jednak wyłącznie rolę głębokiego rezerwowego i bezpośrednio po tym sukcesie – również na zasadzie wypożyczenia – odszedł do ekipy Puebla FC. Tam już w sezonie Apertura 2014 dotarł do finału krajowego pucharu – Copa MX, natomiast pół roku później, podczas sezonu Clausura 2015, wygrał te rozgrywki. W 2015 roku wywalczył również superpuchar Meksyku – Supercopa MX.
| Sezon     | Klub           | Kraj   | Rozgrywki        | Mecze | Bramki |
| --------- | -------------- | ------ | ---------------- | ----- | ------ |
| 2007/2008 | FS Manzanillo  | Meksyk | Segunda División | 28    | 8      |
| 2008/2009 | Tigres B       | Meksyk | Ascenso MX       | 14    | 0      |
| 2009/2010 | Cachorros UANL | Meksyk | Segunda División | 8     | 6      |
| 2009/2010 | Tigres UANL    | Meksyk | Liga MX          | 1     | 0      |
| 2010/2011 | Tigres UANL    | Meksyk | Liga MX          | 18    | 1      |
| 2011/2012 | Tigres UANL    | Meksyk | Liga MX          | 21    | 1      |
| 2012/2013 | Tigres UANL    | Meksyk | Liga MX          | 13    | 3      |
| 2013/2014 | Tigres UANL    | Meksyk | Liga MX          | 6     | 0      |
| 2013/2014 | CF Pachuca     | Meksyk | Liga MX          | 1     | 0      |
| 2014/2015 | Puebla FC      | Meksyk | Liga MX          | 16    | 0      |
| 2015/2016 | Puebla FC      | Meksyk | Liga MX          |       |        |